# Клейн, Дани
Даниэлла Сховартс (нидерл. Danielle Schoovaerts, также известная под сценическим псевдонимом Дани Клейн; род. 1 января 1953, Брюссель) — бельгийская певица, автор песен и продюсер. Наиболее известна как вокалистка группы Vaya Con Dios.

## Биография
В 1980-х годах Кляйн выступала в группах Arbeid Adelt! (вместе с Марселем Вантилтом, также известным как MTV Europe VJ), Ladies Sing the Blues (с Реханом Маглором), Technotronic (с Беверли Ло Скоттом), а также в хард-рок группе Steellover вместе с бывшим участником немецкой группы Scorpions) Руди Леннерсом.
В 1986 году вместе с Дирком Схауфсом (бас) и Вилли Ламбрегтом (соло-гитара) Кляйн основала группу Vaya Con Dios (исп. Ступай с Богом). Коллектив получил международное признание с песнями «Just a Friend of Mine», «What’s a Woman?», «Nah Neh Nah», «Don’t Cry for Louie», «Puerto Rico», «Heading for a Fall», «Johnny» и «Don’t Break My Heart».
В 1990 году Кляйн выступила в качестве продюсера песни «Bridge to your heart» для одноименного альбома блюзовой бельгийской группы Blue Blot. В 1991 году покинула Vaya Con Dios и начала заниматься продюсерской деятельностью.
С 1999 года выступает в составе брюссельской группы Purple Prose.
В марте 2013 года Кляйн вместе с Vaya Con Dios отправилась в тур, который начался с двух концертов в Бухаресте и завершился в декабре, в Вильнюсе и Таллине.